# Need for Speed: Most Wanted (joc video din 2005)
Need for Speed Most Wanted este un joc video lansat în 2005 de către EA Games pentru PC, PS2, Xbox, Xbox 360 și GameCube.

## Desfășurarea acțiunii

Versiunea PC a jocului Need for Speed: Most Wanted.

Povestea începe când jucătorul, conducând un BMW M3 GTR spre Rockport, o întâlnește pe Mia, o fată ce îl va ajuta mai târziu. La intrarea sa în oraș, jucătorul îl întâlnește pe sergentul Cross și pe partenera sa, care dețin un Chevrolet Corvette C6. Cross încearcă să îl aresteze, dar este nevoit să îi dea drumul în ultima clipă. Jucătorul apoi îl întâlnește pe Ronnie, se întrece cu el și câștigă astfel ajungând la baza secretă a șoferilor ilegali. Mia își face apariția lângă un Mazda RX-8, introducând-ul pe jucător în gașcă și lui Razor, cel mai bun șofer din Rockport. Razor apoi organizează o cursă cu risc chemând poliția și îl lasă pe jucător să concureze cu Bull care conduce un Mercedes-Benz SLR McLaren negru. După aceea, jucătorul se mai întrece cu încă trei șoferi (nu foarte experimentați), câștigă, și Rog devine ajutorul jucătorului. Apoi jucătorul se întrece cu Razor care conduce ultima generație de Ford Mustang. Ce trebuie știut este că înainte de cursă Razor a sabotat BMW-ul jucatorului care pierde cursa. Razor atunci ia cheile BMW-ului și fuge de poliție, jucătorul fără mașină fiind arestat de Cross și partenera lui. Poliția îi dă drumul jucătorului deoarece nu au dovezi impotriva lui, el neavând mașină. Mia îl conduce pe jucător la un depozit de mașini de unde trebuie să își cumpere o mașină cu banii rămași. La garaj, Mia îi explică ca trebuie să îi învingă pe toți cei 15 membrii de pe Blacklist pentru a putea concura din nou cu Razor ca să își redobândească mașina. Acești 15 membri ai blacklist fiind: Sonny, Taz, Vic, Izzy, Big Lou, Baron, Earl, Jewels, Kaze, Ming, Webster, JV, Ronnie, Bull, Razor. Pentru a-i învinge, jucătorul trebuie să execute curse, milestone-uri și să facă bounty.După ce i-a învins pe toți cei necesari, jucătorul se întrece cu Razor, câștigă și obține cheile BMW-ului. Mia apoi se dezvăluie ca fiind o polițistă lucrând sub acoperire și îl arestează pe Razor, dar îl lasă pe jucător să plece, atenționând-ul că toată poliția din Rockport va fi pe urmele lui. În timpul urmăririi, Mia îl sună pe jucător și îi spune că există numai o singură cale de a ieși din Rockport, un pod pe jumătate construit. Jucătorul sare cu BMW-ul peste pod și scapă de poliție, ajuns Most Wanted.